# 时差7小时
《时差7小时》是一部由大陸電影公司於2004年發行的電影。故事講述主角單身赴英國留學的親身經歷。因電影受到深圳市政府組織學生前往影院觀看，引發媒體爭議。

## 內容梗概
16岁的中国女孩珍獨自到英國留學，認識了香港留學生DJ。最初珍在英國的留學生活歷盡風波，後逐漸適應並擔任了學校美式足球隊的經理。DJ和湯姆同時愛上了珍，並暗中互相較勁。DJ曾因學琴放棄美式足球，但到了校際球賽的時候，他又再次奔向球場……

## 主演
- 珍：李倩妮（電影原著作者）
- DJ：陳冠希
- Tom：Cary Woodworth[3]

## 花絮
電影全程於英國本土拍攝。導演選取了一所當時即將拍賣的女子學院作為背景，除主角外的演員由英國本土人士及中國留學生組成。

## 社會爭議
電影的編劇兼女主角李倩妮，其父親是時任深圳市市委副書記的李意珍，母親是深圳市平湖外国语学校董事长。李倩妮是《时差七小时》的出资方“深圳市梦想隧道影视文化发展有限公司”的绝对控股股东，據報導其和其母親在三家公司中擁有769萬元人民幣的個人資產。後政府公佈資料其中兩家為空殼公司，只有披克電子是由二人投資150萬創辦。李倩妮的電影原著《长翅膀的绵羊》曾獲多個圖書獎項。
電影上映初期，深圳市五部委聯合下文，要求組織全市中小學生以20元人民幣的價格購票觀看該電影。 制片主任居晔為此事對媒體宣稱電影是由個體企業投資製作，深圳市政府一貫對本地的優秀電影作品給予支持。李倩妮本人也聲稱電影製作沒有受到父母的暗中幫助。
2004年10月26日此事被媒體曝光，之後《中国青年报》《北京青年报》《南方都市报》《新京报》等報紙紛紛對此事作深入報導，引發社會對此電影宣傳濫用公權力及相關領導資產來源不明的疑問。11月6日，李意珍主動接受《中国青年报》記者採訪。11月11日中共深圳市委召開全體會議，公佈稱李意珍此事沒有違規，但深圳市政府各部門在電影宣傳的處理上手法不當。